# Anzor Kawazaszwili
Anzor Amberkowicz Kawazaszwili, gruz. ანზორ ყავაზაშვილი, ros. Анзор Амберкович Кавазашвили (ur. 19 lipca 1940 w Batumi) – gruziński piłkarz, grający na pozycji bramkarza, reprezentant Związku Radzieckiego, trener i działacz piłkarski.

## Kariera piłkarska
Karierę zawodniczą zaczynał w barwach Dinama Tbilisi. Dziadek Anzora, który był Grekiem o nazwisku Kawazos przeniósł się z tureckiego Trabzonu do Batumi. Jeszcze przed ukończeniem 20. roku życia przeniósł się do Rosji. Przez jeden sezon bronił barw Zenitu Petersburg. Największą sławę zdobył grając w drużynach moskiewskich: Torpedzie i Spartaku. Z Torpedem zdobył Mistrzostwo ZSRR w 1965 i Puchar ZSRR w 1968. Sukcesy te powtórzył w Spartaku zdobywając tytuł mistrzowski w 1969 i Puchar w 1971. W 1965 zadebiutował w reprezentacji Związku Radzieckiego. O miejsce w bramce Sbornej rywalizował z Lwem Jaszynem i wielokrotnie udawało mu się wygrać tę rywalizację. Później o pozycję bramkarza konkurował m.in. z Jurijem Pszenicznikowem i Jewgienijem Rudakowem. Wystąpił w dwóch meczach rundy grupowej mistrzostw świata w Anglii w 1966, zaś 4 lata później na mistrzostwach w Meksyku zagrał we wszystkich 4 meczach rozegranych przez radziecką drużynę. Po mistrzostwach zakończył karierę reprezentacyjną. Ogółem rozegrał 29 meczów w kadrze Związku Radzieckiego.
W 1965 i 1967 otrzymał tytuł najlepszego bramkarza ZSRR przyznawany przez magazyn "Ogoniok". Na zakończenie kariery powrócił do Gruzji, gdzie występował w zespole Torpeda Kutaisi.

## Kariera trenerska
Jako trener nie odniósł większych sukcesów. Pracował w kraju (prowadził drużynę Spartaka Kostroma i reprezentację juniorów Rosyjskiej FSRR, z którą zdobył drugie miejsce na Spartakiadzie Narodów ZSRR w 1983) i za granicą - w Afryce (jako szkoleniowiec reprezentacji Czadu i Gwinei).

## Kariera działacza
Od 1987 do 1991 pełnił funkcję sekretarza piłkarskiej federacji Rosyjskiej FSRR. W 1992, po rozpadzie Związku Radzieckiego usiłował doprowadzić do uznania tej organizacji za prawnego reprezentanta piłki nożnej w nowo powstałym państwie rosyjskim, jednak międzynarodowe organizacje piłkarskie przyznały ten status Rosyjskiemu Związkowi Piłki Nożnej przekształconemu z byłej Federacji Piłki Nożnej ZSRR. W latach 90. Kawazaszwili stanął na czele Ogólnorosyjskiego Stowarzyszenia Piłki Nożnej. W 2005 bez powodzenia kandydował na stanowisko prezydenta Rosyjskiego Związku Piłki Nożnej.